# 張世恩
張世恩（?—?），京劇鼓師，以與京劇表演藝術家周信芳的合作見知於世，給周信芳錄製的許多京劇唱片打鼓。
家庭因素離職后，周信芳找劇組的小鑼演奏員張鑫海打鼓。
1940年代末到1950年代初，張世恩與京劇表演藝術家馬連良、張君秋、俞振飛在英屬香港巡迴公演，並擔任當地攝製的《借東風》、《玉堂春》、《梅龍鎮》、《漁夫恨》4部彩色京劇電影的鼓師。
這幾部電影請歐陽予倩擔任藝術指導，丁聰擔任美術設計，是李慕良、何順信做琴師。
中華人民共和國成立后，他給言慧珠、高盛麟等打過鼓。